# Benešov nad Ploučnicí
Benešov nad Ploučnicí (in tedesco Bensen) è una città della Repubblica Ceca facente parte del distretto di Děčín, nella regione di Ústí nad Labem.

## Monumenti e luoghi d'interesse

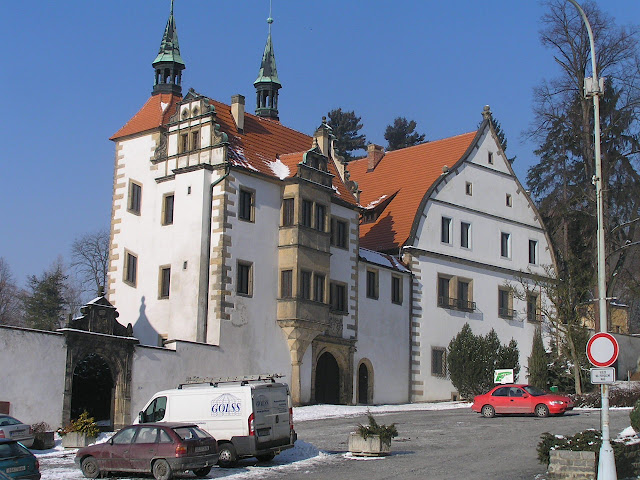
Ingresso al castello

- Castello di Benešov nad Ploučnicí. Il castello[3] è formato da due corpi di fabbrica: l'ala rinascimentale denominata "castello superiore", degli anni 1522-1524 e il "castello inferiore", posteriore al 1540. Il castello venne costruito dalla famiglia Salhausen di Meißen, con elementi tardo-gotici.  Nel 1578 fu edificata la cosiddetta "ala Wolf". Gli interni storici del castello sono accessibili alle visite.  È stata allestita anche una mostra permanente di porcellane, di arredamento d'epoca, di armi, ma anche di dipinti e disegni legati alla vita della nobiltà tedesca in Boemia.
- Chiesa parrocchiale dedicata alla Natività della Beata Vergine Maria, famosa per la sua architettura rinascimentale unica nel suo genere.